# Parasztfelkelés

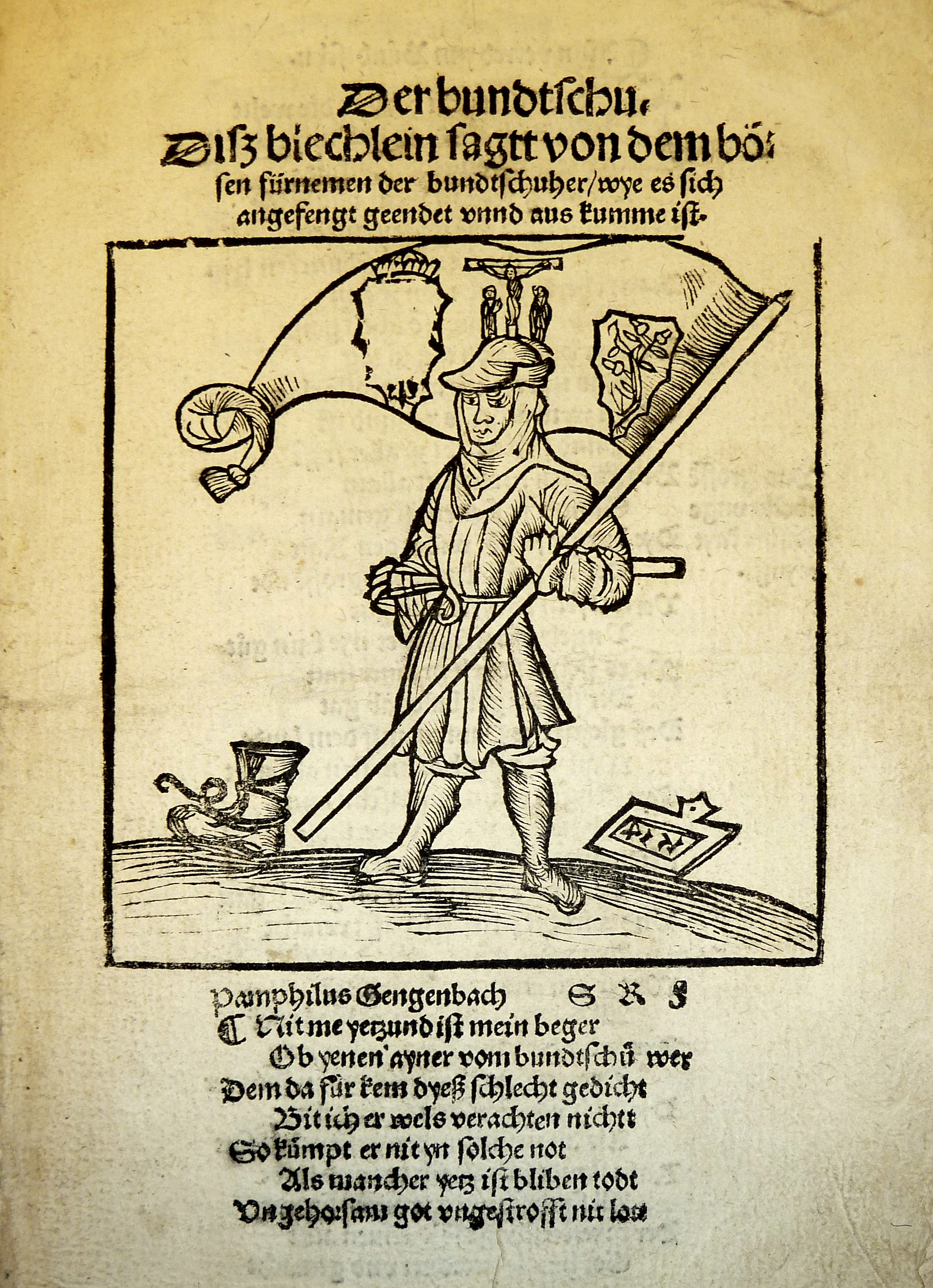
1493 és 1517 között a Bundschuh mozgalom bocskoros lázadói voltak a későbbi parasztháborúk előhírnökei

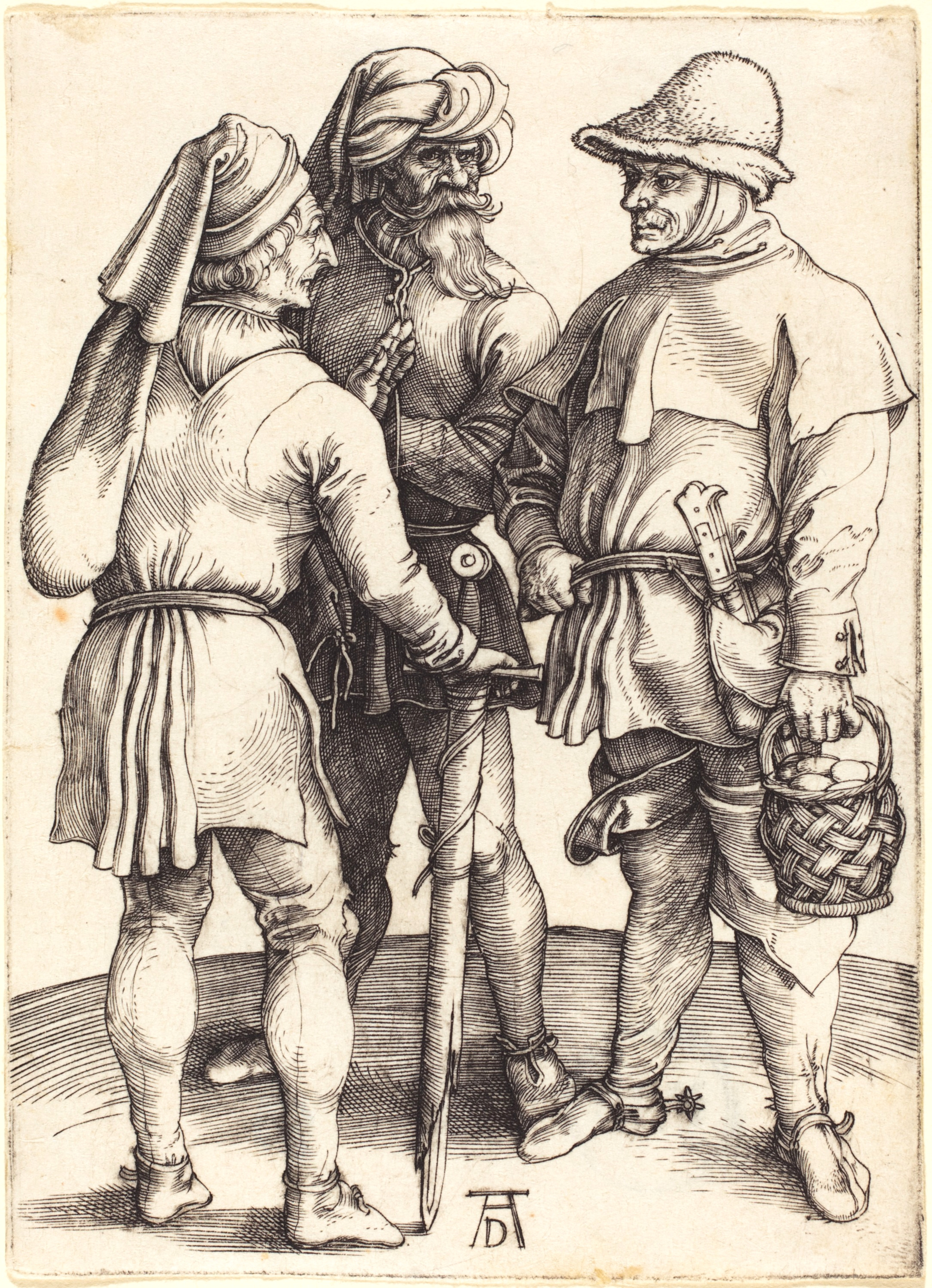
Albrecht Dürer: Három paraszt beszélget (1497)

A parasztfelkelés a kései középkorban, többnyire a 14-15. században lezajlott fegyveres összecsapásokat jelenti, melyeket – a hagyományos felfogás szerint – időről időre a társadalom kiváltsággal nem rendelkező, alávetett helyzetű, földműveléssel foglalkozó csoportjai robbantottak ki. A parasztfelkelések bázisát azonban nem szűkíthetjük kizárólag a jobbágyokra: a harcokban nagy számban vettek részt kisnemesek, Nyugat-Európában városi polgárok, vagy a Dózsa György által vezetett parasztháború esetében a mezővárosi árutermelő-kereskedő réteg képviselői.

## Korszakolásuk
A történeti kutatás megkülönbözteti a többségében rurális népesség által lakott, mezőgazdaság által dominált középkori-kora újkori Európa jobbágyfelkeléseit az iparosodás és polgárosodás korának parasztmozgalmaitól. Társadalomtörténeti és jogi szempontból indokoltnak tűnik a francia forradalom előtti és utáni parasztfelkelések megkülönböztetése, ezért tekintik páran az 1846-os galíciai felkelést az "európai történelem utolsó parasztfelkelésének," ugyanakkor sok történész az 1907-es román parasztháborút tekinti az utolsó ilyen konfliktusnak. A történeti irodalomban parasztfelkeléseknek nevezett késő középkori összecsapásokat a 14. századi flandriai, angliai és franciaországi lázadások nyitották, majd az 1524–1525-ben lezajló nagy német parasztháború zárta azokat.

## A késő középkori felkelések okai
Az elhúzódó háborúk költségeit a középkori uralkodók többnyire a jobbágyságra hárították, emellett gyakran éltek a pénzrontás eszközével. A pénzgazdálkodás jelentőségének növekedésével a nemesség is egyre több pénzben követelte meg a jobbágyok tartozását. A felkelések leggyakoribb oka a háború, éhínség és pestis lehetett. Mindez megmagyarázná, miért a 14. századi nyugat-európai válsággal egy időben került sor felkelésekre. Ugyanakkor Közép-Európa királyságai (Magyar-, Cseh- és Lengyelország) éppen a 14. században számítottak erős és prosperáló hatalomnak, a válságjelenségek itt a következő évszázadban jelentkeztek.
Magyarország a 16. század elején rendkívül rossz gazdasági helyzetben volt. 1508-ban és 1510-ben éhínség pusztított, 1511-ben pestisjárvány is kitört. „Bizonyos jelek arra utalnak, hogy az 1510-es évek elején – előttünk ismeretlen okból – a jobbágyság helyzetében valami kedvezőtlen, talán tragikus fordulat történt. Mibenlétét a szakirodalomnak még nem sikerült felderítenie.”

## Vallási és ideológiai vonatkozások
A középkori parasztfelkeléseknek a vagyoni egyenlőséget és a társadalmi intézmények feleslegességét hirdető eretnekmozgalmakkal és világvége-várásokkal való kapcsolatát mára igazolta a kutatás.  Szűcs Jenő tanulmányaiban az 1514-es konfliktusok vallásos hátterét emelte ki. Szerinte a parasztháború ideológiájának egyik gyökere az a társadalombírálat lehetett, amelyet a ferences prédikátorok, közülük is elsősorban az obszerváns ferencesek fejtettek ki. A fenti eszmeiség Temesvári Pelbárt és Laskai Osvát prédikációminta-gyűjteményeiben is megfogható.

## Híres parasztfelkelések

### Magyarországon
| Parasztfelkelés                   | Ideje     | Vezetője                                                        | Megjegyzés |
| --------------------------------- | --------- | --------------------------------------------------------------- | --- |
| Erdélyi parasztfelkelés           | 1437      | Budai Nagy Antal                                                | Az erdélyi püspök által egyben követelt egyházi tized ellen 1437 nyara és 1437 decembere között.                  |
| Dózsa György-féle parasztfelkelés | 1514      | Dózsa György                                                    | A Bakócz Tamás által szervezett török elleni keresztes hadjáratból kinőtt felkelés 1514 április és július között. |
| Cserni Jován-felkelés             | 1527      | Cserni Jován                                                    | |
| Karácsony György-féle fölkelés    | 1569–1570 | Karácsony György                                                | |
| Horvát parasztháború              | 1572–1573 | Gubecz Máté                                                     | Egy nagyszabású felkelés volt 1572–1573-ban Horvátország és Szlavónia területén.                                  |
| Székely felkelés                  | 1595–1596 | nincs                                                           | |
| Császár Péter-féle felkelés       | 1631–1632 | Császár Péter                                                   | |
| Szegedinác Péró-felkelés          | 1735–1736 | Szegedinác Jovánovics Péró                                      | |
| Nyugat-dunántúli felkelés         | 1765–1766 |                                                                 | a Mária Terézia alatti kegyetlen jobbágyterhek miatt                                                              |
| Erdélyi paraszfelkelés            | 1784      | Vasile Ursu Nicola (Horea), Ion Oargă (Cloșca), Gheorghe Crișan | |
| Kolerafelkelés                    | 1831      | nincs                                                           | |

### Nemzetközileg
- 1343-ban a Nagy észt felkelés
- 1358-ban a francia jacquerie
- 1381-ben Wat Tyler felkelése Angliában
- 1524–1525-ös német parasztháború
- 1572–73-as horvát parasztháború
- 1606–1607-es Ivan Bolotnyikov parasztfelkelése Oroszországban
- 1753-as Törő-féle parasztfelkelés
- 1773-as Pugacsov-felkelés az Orosz Birodalomban
- 1846-os felkelés Galíciában, a Habsburg Birodalomban
- 1907-es román parasztháború
- 1920-as Antonov-féle parasztfelkelés Szovjet-Oroszországban, Tambovban